# Technokrácia
A technokrácia egy olyan kormányzati rendszer, amelyben a döntéshozókat nem a lakosság választja meg, hanem az adott felelősségi körbe tartozó szakértelem alapján nevezi ki, különös tekintettel a tudományos vagy műszaki ismeretekre. Ez a rendszer kifejezetten ellentétben áll a képviseleti demokráciával, azzal az elképzeléssel, hogy a kormányban az elsődleges döntéshozóknak a választott képviselőknek kell lenniük,  bár ez nem feltétlenül jelenti a megválasztott képviselők megszüntetését. A döntéshozókat a szakismeretek és a teljesítmény alapján választják ki, nem pedig politikai hovatartozás vagy parlamenti képességek alapján.

## A technokrácia történelme
A technokrácia kifejezés a görög : τέχνη (tekhne); szóból származik,  jelentése készség és a κράτος, kratos, amely hatalmat jelent, akárcsak a kormányzásban vagy a szabályban. William Henry Smyth kaliforniai mérnöknek általában tulajdonítható, hogy 1919-ben kitalálta a technokrácia szót, hogy leírja "az emberek uralmát, amelyet szolgáik, a tudósok és mérnökök közvetítésével hajtottak végre", bár ezt a szót korábban már többször használták alkalmakkor. Smyth a Technokrácia kifejezést használta az Ipari Menedzsment folyóiratban (57) 1919-ben megjelent "Technokrácia – az ipari demokrácia megszerzésének módjai és eszközei" című cikkében. Smyth az ipari demokráciára hivatkozott: mozgalom a munkavállalók integrálására a döntéshozatalba a meglévő cégek vagy forradalom útján.
Az 1930-as években Howard Scott és az általa alapított technokrácia mozgalom hatására a technokrácia kifejezés „kormány technikai döntéshozatal révén” jelentett, egy energia-energiamutató segítségével. Scott azt javasolta, hogy a pénzt cseréljék ki olyan egységekben, például ergekben vagy joule-ban megnevezett energiatanúsítványokkal, amelyek teljes összege megegyezik a megfelelő nemzeti nettó energiaköltségvetéssel, majd egyenlően osztják el az észak-amerikai lakosság között, az erőforrások rendelkezésre állása szerint.
A közhasználatban megtalálható a technokrata származék kifejezés. A technokrata szó arra utalhat, hogy valaki tudása miatt kormányzati hatalmat gyakorol,  vagy "egy hatalmas technikai elit tagja", vagy "valaki, aki a technikai szakértők fölényét szorgalmazza". McDonnell és Valbruzzi a miniszterelnököt vagy minisztert technokratának definiálja, ha "kormányra történő kinevezése idején: soha nem töltött be állami tisztséget egy politikai párt zászlaja alatt, és nem formális tagja egyik pártnak sem. és állítólag elismert párton kívüli politikai szakértelemmel rendelkezik, amely közvetlenül kapcsolódik a kormányzatban betöltött szerephez ".  Oroszországban Oroszország elnöke gyakran kinevezett minisztereket külső politikai körök műszaki szakértelme alapján, és ezeket "technokratáknak" nevezték.

## A technokrácia elődjei
A technokrácia kifejezés megalkotása előtt a technikai vagy kvázi technokratikus eszméket különböző szakemberek, nevezetesen a korai szocialista teoretikusok, például Henri de Saint-Simon támogatták, a műszaki szakértők irányításával. Ezt fejezte ki a gazdaság állami tulajdonba vetett hite, amelynek során az állam funkciója az emberek feletti tiszta filozófiai uralomból a dolgok tudományos igazgatásává és a tudományos irányítás alatt álló termelési folyamatok irányává alakult át.  Daniel Bell szerint:
"Szent Simon ipari társadalomról alkotott elképzelése, a tiszta technokrácia víziója a tervezés és a racionális rend rendszere volt, amelyben a társadalom meghatározza szükségleteit, és megszervezi a termelés tényezőit ezek elérése érdekében."
Szent Simon ötleteire hivatkozva Bell arra a következtetésre jut, hogy a "dolgok igazgatása" észszerű megítélés alapján a technokrácia jellemzője.
Alekszandr Bogdanov orosz tudós és társadalomelméleti szakember a technokrata folyamat felfogására is számított. Mind Bogdanov fikciója, mind politikai írásai, amelyek nagy hatással voltak, arra utalnak, hogy a kapitalizmus ellen elkövetkező forradalom technokratikus társadalomhoz vezethet.
1913-tól 1922-ig Bogdanov elmerült az eredeti eszmék hosszú filozófiai értekezésének, a Tectology: Universal Organization Science című írásnak. A tektológia számos, a kibernetika által később feltárt rendszerelemzési elképzeléssel számolt. A tektológiában Bogdanov javasolta az összes társadalmi, biológiai és fizikai tudomány egyesítését azáltal, hogy kapcsolatrendszernek tekinti őket, és az összes rendszer alapjául szolgáló szervezeti elveket keresi.
Vitathatatlanul a filozófus királyok platonikus eszméje egyfajta technokráciát képvisel, amelyben az államot azok vezetik, akik speciális ismeretekkel rendelkeznek, ebben az esetben a jó tudásával, nem pedig tudományos ismeretekkel. [Idézet szükséges] A platoni állítás szerint ezek akik a legjobban értenek a jósághoz, fel kell hatalmazni az állam vezetésére, mivel ők vezetik a boldogság útjára. Míg a Jó ismerete különbözik a tudomány ismeretétől, az uralkodókat itt a technikai képességek bizonyos megértése, nem pedig a demokratikus megbízatás alapján nevezik ki.

### Példák
2013-ban az Európai Unió könyvtári tájékoztatója a jogalkotási struktúrájáról „technokrata hatóságként” emlegette a Bizottságot, aki „jogalkotási monopóliummal rendelkezik” az uniós jogalkotási folyamat felett . A tájékoztató azt sugallja, hogy ez a rendszer, amely az Európai Parlamentet vétóvá és módosító testületté emeli, "eredetileg a háború utáni európai politikai folyamat bizalmatlanságában gyökerezett". Ez a rendszer szokatlan, mivel a Bizottság egyetlen jogalkotási kezdeményezési joga a parlamentekhez általában tartozó hatáskör.
A Szovjetunió korábbi kormányát technokráciának nevezték.  Az olyan szovjet vezetőknek, mint Leonyid Iljics Brezsnyevnek gyakran volt technikai háttere. 1986-ban a Politikai Iroda tagjainak 89%-a mérnök volt.
A Kínai Kommunista Párt vezetői többnyire hivatásos mérnökök voltak. Kínában az egymilliós vagy annál nagyobb lakosságú városok önkormányzati felmérései szerint kiderült, hogy a kormány személyzetének több mint 80% -a műszaki végzettséggel rendelkezik. A Kínai Népköztársaság ötéves tervei szerint elkészültek az olyan projektek, mint a Nemzeti Főút Rendszer, a Kínai nagysebességű vasúti rendszer és a Három-szurdok-gát. Azonban a párt általános Hszi Csin-ping titkár, a mérnököket többnyire politikai szakértők, közgazdászok és teoretikusok váltották fel, és egyedüli Xi rendelkezik mérnöki diplomával a jelenlegi Politikai Hivatal Állandó Bizottságában.

## Jellemzői
A technokraták olyan technikai képzettséggel és foglalkozásokkal rendelkező egyének, akik sok fontos társadalmi problémát felfognak megoldhatónak a technológia és a kapcsolódó alkalmazások alkalmazásával. Gunnar K. A. Njalsson adminisztratív tudós elmélete szerint a technokratákat elsősorban kognitív "problémamegoldó gondolkodásmódjuk" vezérli, és csak részben sajátos foglalkozási csoportok érdekei. Tevékenységüket és ötleteik növekvő sikerét úgy gondolják, hogy döntő tényező a technológia modern elterjedése és az "információs társadalom" nagyrészt ideológiai koncepciója mögött. A technokratákat meg lehet különböztetni azoktól az "ökonokratáktól" és "bürokratáktól", amelyek problémamegoldó gondolkodásmódja eltér a technokratákétól .
Az európai parlamenti demokráciák több kormányát „technokratikusnak” titulálták a nem megválasztott szakértők („technokraták”) kiemelkedő pozíciókban való részvételén alapulva.  Az 1990-es évek óta Olaszországnak gazdasági vagy politikai válság idején több ilyen kormánya van (olaszul: Governo Tecnico), beleértve azt a formációt, amelyben Mario Monti közgazdász vezette a megválasztatlan szakemberek kabinetjét.A „technokrata” kifejezést azokra a kormányokra alkalmazták, ahol a megválasztott hivatásos politikusok kabinetjét nem választott miniszterelnök vezeti, például a Lucas Papademos közgazdász által vezetett 2011–2012-es görög kormány és a Cseh Köztársaság 2009–2010 közötti eseteiben. ideiglenes kormány, amelyet az állam fő statisztikája, Jan Fischer vezet. 2013 decemberében a tunéziai Nemzeti Párbeszéd Kvartett által elősegített nemzeti párbeszéd keretében a tunéziai politikai pártok megállapodtak abban, hogy technokrata kormányt hoznak létre Mehdi Jomaa vezetésével.
A "Technokraták: Az elmék, mint a gépek" című cikkben kimondják, hogy Szingapúr talán a legjobb reklám a technokráciának: úgy tűnik, hogy az ottani kormányzati rendszer politikai és szakértői komponensei teljesen összeolvadtak. Ezt hangsúlyozta Sandy Sandfort "Wired" című 1993-as cikke , ahol még a korai időszakban leírja a sziget informatikai rendszerét, így hatékonyabb lett a hírszerzés.

### Mérnökök
Samuel Haber nyomán Donald Stabile azt állítja, hogy a mérnökök a fizikai hatékonyság és a költséghatékonyság konfliktusával szembesültek az Egyesült Államok XIX. Század végi új vállalati tőkés vállalkozásaiban. Azok a cégek nyereségtudatos, nem technikai vezetői, ahol a mérnökök dolgoznak, a piaci keresletről alkotott felfogásuk miatt gyakran korlátokat szabnak azoknak a projekteknek, amelyeket a mérnökök kívánnak megvalósítani.
Az összes ráfordítás ára a piaci erőktől függően megváltoztatja a mérnök gondos számításait. Ennek eredményeként a mérnök elveszíti az irányítást a projektek felett, és folyamatosan felül kell vizsgálnia a terveket. A projektek irányításának megőrzése érdekében a mérnöknek meg kell próbálnia irányítani ezeket a külső változókat és állandó tényezőkké kell átalakítani őket.

## Technokrácia mozgalom
Fő cikk: Technokrácia mozgalom
Thorstein Veblen amerikai közgazdász és szociológus korai szószólója volt a technokráciának, és részt vett a Műszaki Szövetségben, akárcsak Howard Scott és M. King Hubbert (utóbbiak később fejlesztették ki az olajcsúcs elméletét). Veblen úgy vélte, hogy a technológiai fejlődés végül a gazdasági ügyek szocialista átszervezéséhez vezet. Veblen a szocializmust a társadalomban zajló evolúciós folyamat egyik köztes szakaszának tekintette, amelyet az üzleti vállalati rendszer természetes bomlása és a mérnökök felemelkedése hozna létre. Daniel Bell affinitást lát Veblen és a Technokrácia mozgalom között.
1932-ben Howard Scott és Marion King Hubbert megalapították a Technocracy Incorporated céget, és azt javasolták, hogy a pénzt cseréljék ki energiatanúsítványokra. A csoport szerint az apolitikus, racionális mérnököknek felhatalmazást kell kapniuk arra, hogy a gazdaságot termodinamikailag kiegyensúlyozott termelési és fogyasztási terhelésbe tereljék, ezzel felszámolva a munkanélküliséget és az adósságot.
A technokrácia mozgalom az 1930-as évek elején, a nagy gazdasági világválság idején, rövid ideig népszerű volt az Egyesült Államokban. Az 1930-as évek közepére az érdeklődés a mozgalom iránt csökken. Egyes történészek a hanyatlást Roosevelt New Deal-jának emelkedésének tulajdonították.
William E. Akin történész elutasítja ezt a következtetést. Ehelyett Akin azt állítja, hogy a mozgalom az 1930-as évek közepén visszaesett annak következtében, hogy a technokraták nem sikerült kidolgozniuk egy „életképes politikai elméletet a változások elérése érdekében” . Akin feltételezi, hogy sok technokrata hangos és elégedetlen maradt, és gyakran szimpatikus volt a New Deal-ellenes harmadik fél erőfeszítéseivel szemben.

## Kritikák
A kritikusok szerint "technokrata szakadék" létezik a technokraták által különböző mértékben ellenőrzött irányító testület és a nagyközönség tagjai között. A technokratikus megosztottság "hatékonysági hiányosságok vannak, amelyek továbbra is fennállnak a technokrata elveket alkalmazó irányító testületek és a nagyközönség azon tagjai között, akik hozzájárulnak a kormány döntéshozatalához". A technokrácia kiváltságosítja a műszaki szakértők véleményét és nézőpontját, egyfajta arisztokráciává emeli őket, miközben marginalizálja a lakosság véleményét és nézeteit.
Mivel a nagy multinacionális technológiai vállalatok (pl. A FAANG) megduzzasztják a piaci korlátokat és az ügyfelek számát, a 21. századi technokrata kormány kritikája nem az "elnyomás és az erőszak tekintélyelvű rémálmának", hanem inkább az eminenciás zálogának tekinti az amerikai politika megnyilvánulását: demokratikus fülke, amelyet Mark Zuckerberg és a "Big Tech" vezetők teljes csoportja irányít.John G. Gunnell 1982-ben megjelent "Technokrata kép és a technokrácia elmélete" című Technológia és Kultúra folyóiratcikkében azt írja: "... a politikát egyre inkább a technológiai változások befolyásolják", különös tekintettel a A hosszú fellendülés és az internet keletkezése az 1973–1975 közötti recessziót követően Gunnel három elemzési szintet tesz hozzá, amelyek meghatározzák a technológia politikai befolyását: 1) "a politikai hatalom hajlamos a technológiai elit felé vonzódni"; 2) "a technológia autonómiává vált", és ezáltal a politikai struktúrák áthatolhatatlanok; és 3) "a technológia (és a tudomány) új legitimáló ideológiát jelent", valamint diadalmaskodik "a törzsizmus, a nacionalizmus, a keresztes szellem a vallásban, a fanatizmus, a cenzúra, a rasszizmus, az üldözés, a bevándorlás és az emigráció korlátozása, a vámok és a sovinizmus felett".  A három elemzési szint mindegyikében Gunnell megjövendöli a technológia politikai folyamatokba való beszivárgását, és azt sugallja, hogy a kettő (azaz a technológia és a politika) összefonódása elkerülhetetlenül hatalomkoncentrációt eredményez a fejlett technológiai képzettséggel rendelkezők, nevezetesen a technokraták körében. Gunnell írásainak közzététele után negyven évvel a technológia és a kormányzat jóban vagy rosszban egyre inkább összefonódik.  A Facebook önmagában technokrata mikrokozmosznak, "technokrata nemzetállamnak" tekinthető, amelynek kibertéri lakossága meghaladja bármely földi nemzetét. Tágabb értelemben a kritikusok attól tartanak, hogy a közösségi média hálózatok (pl. Twitter, YouTube, Instragram, Pinterest) térnyerése, a "mainstream elkötelezettség csökkenésével" párosulva, a "hálózatba kapcsolt fiatal állampolgárt" algoritmikus mechanizmusokkal szembetűnő kényszerítésre és indoktrinációra kényszeríti, és kevésbé alattomosan, egyes jelöltek meggyőzésére, amely főleg a "közösségi média elkötelezettségén" alapszik.

## Fordítás
Ez a szócikk részben vagy egészben  a   Technocracy című angol Wikipédia-szócikk ezen változatának fordításán alapul.  Az eredeti cikk szerkesztőit annak laptörténete sorolja fel. Ez a jelzés csupán a megfogalmazás eredetét és a szerzői jogokat jelzi, nem szolgál a cikkben szereplő információk forrásmegjelöléseként.